# Torre de Candespina
La torre de Candespina (conocida también como atalaya de Sobradiel, pico del Castellar y torre del Moro) es una almenara medieval situada en la margen izquierda del río Ebro, cerca de la localidad zaragozana de Sobradiel, España.

## Historia
De probable construcción andalusí, la torre funcionó como almenara óptica dependiente del castillo de El Castellar.

## Descripción
Se trata de una torre de planta rectangular, algo descuadrada, que en la base presenta bloques de aljez irregulares y paredes construidas de mampostería unida por argamasa. Los muros se encuentran algo agrietados en el exterior y han perdido totalmente el revoque original, que todavía se conserva parcialmente en el interior. Tuvo tres plantas, localizándose la puerta de acceso en altura, como resulta habitual en las almenaras.
La fachada Norte, derrumbada en 2013, permitía acceso al interior de la torre por medio de una pequeña abertura a modo de puerta; probablemente excavada varios siglos después del abandono de la torre.

## Catalogación
La torre de Candespina está incluida dentro de la relación de castillos considerados Bienes de Interés Cultural, en virtud de lo dispuesto en la disposición adicional segunda de la Ley 3/1999, de 10 de marzo, del Patrimonio Cultural Aragonés. Este listado fue publicado en el Boletín Oficial de Aragón del 22 de mayo de 2006.